# Pauli Bekehrung (Hohenreuten)

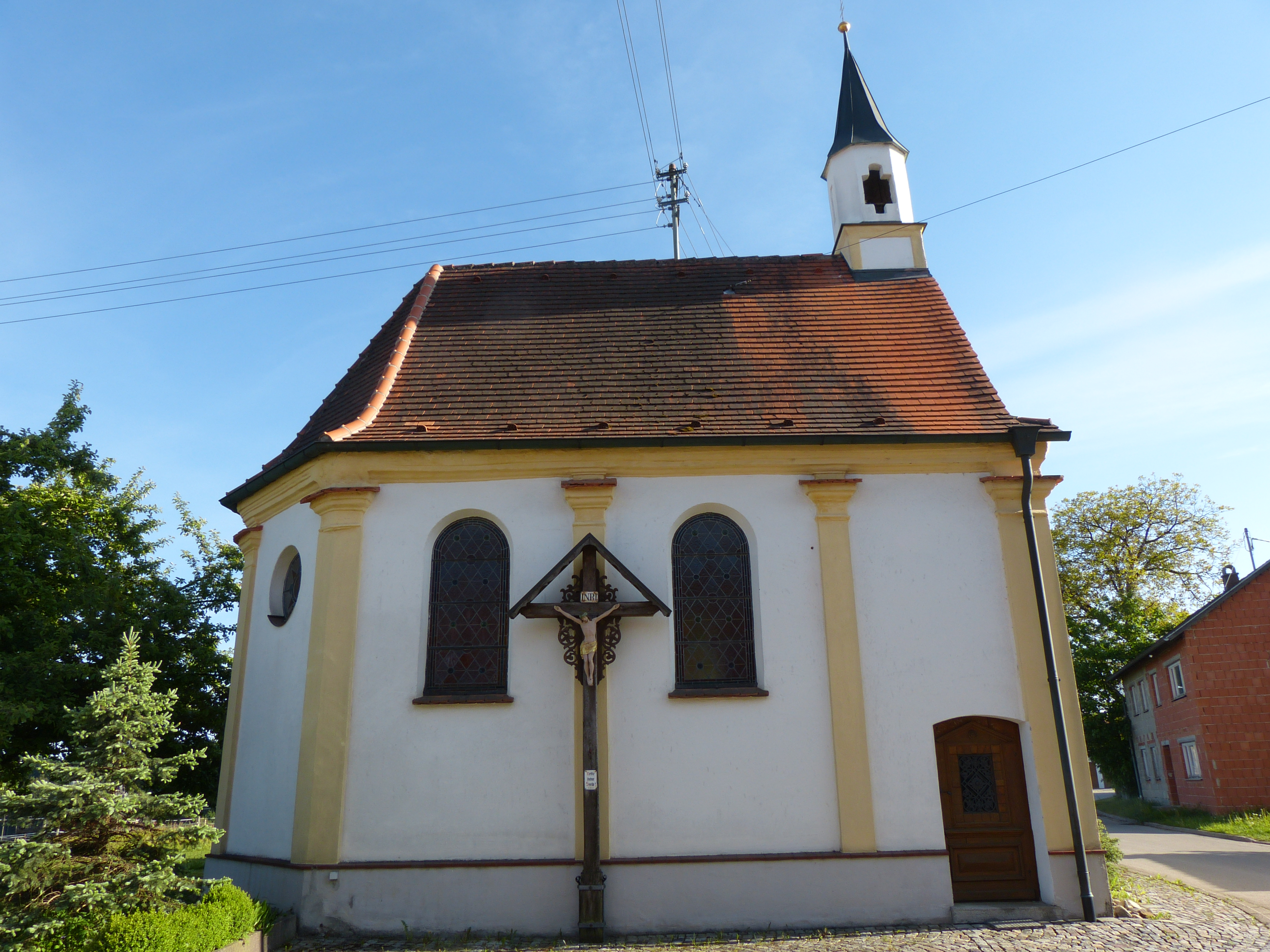
Pauli Bekehrung in Hohenreuten

Pauli Bekehrung ist eine römisch-katholische Kapelle im oberschwäbischen Hohenreuten, einem Ortsteil von Oberrieden im Landkreis Unterallgäu. 

## Baugeschichte
Die Kapelle wurde um 1700 erbaut und wurde, einer Tradition folgend, von kinderlosen Geschwistern gestiftet. Diese lebten auf dem jetzigen Steidelschen Hof. Die Kirche ist der Bekehrung des Apostels Paulus geweiht.
Der Dachreiter wurde 1865 nach einem Sturmschaden erneuert. Eine völlige Instandsetzungsmaßnahme fand 1937 statt.

## Baubeschreibung
Der schlichte Barockbau ist im Süden des Ortes gelegen. Der flachgedeckte Raum besitzt drei Achsen mit einem dreiseitigen Schluss. Die Wandgliederung wird durch toskanische Pilaster mit gemalten Gebälkstücken und gemaltem Gesims erreicht. In den Chorecken sind die Pilaster schräggestellt. In der kürzeren Westachse befindet sich eine gefelderte, mit marmorierten Feldern bemalte Holzempore. Im Norden befindet sich eine Stichbogentür. In den östlichen Achsen befinden sich Rundbogenfenster, in den Schrägachsen sind Kreisfenster in die Wand eingelassen. Die über den Fenstern gemalte Profilierung mit Muscheln, lediglich im Scheitel befinden sich Engelsköpfe, sind wohl neubarock oder bei einer Renovierung erneuert worden. Das Äußere besitzt eine Achsenweise Gliederung, welche durch toskanische Pilaster, welche an den Chorecken geknickt sind erreicht. Die Kapelle besitzt ein reich profilierte Traufgesims. Die Westseite wird von Pilastern begrenzt, in der Mitte befindet sich eine Lisene bis zum dünnen Giebelsohlgesims. Der Giebel wird von einem dünnen Gesims gerahmt und quergeteilt. Darauf befindet sich ein Dachreiter mit einem quadratischen Sockelgeschoss und einem achteckigen Oberteil. Dieses ist mit stichbogigen Schlitzen an den Hauptseiten versehen. Der Spitzhelm ist blechgedeckt.

## Ausstattung
Das Deckengemälde wurde 1949 von Georg Schwank aus Mindelheim gemalt. Es zeigt ein Christusmonogramm, das von den Evangelistensymbolen umgeben ist. Der aus der Zeit um 1690 stammende, marmorierte Holzaltar wurde 1846 von Maler Moser aus Bedernau renoviert, zum Teil um 1900 erneuert. Der zweisäulige Aufbau zeigt eine Pietà, der Altarauszug  ein rundbogiges Gemälde der Taufe Jesu. Beiderseits der Säulen befinden sich Statuen der hll. Petrus und Paulus aus der Mitte des 18. Jahrhunderts. Aus dieser Zeit stammen auch die am Gebälk sitzenden Putten.
Der Schrein stammt aus der Zeit von 1720 bis 1730. Er besitzt ein viersäuliges Gehäuse mit Rundbogenöffnung, einem gesprengten Giebel und Akanthusverzierungen am Schweifaufsatz. Er enthält eine neuere Figur der Muttergottes von Altötting. Die hölzernen Statuen der hll. Franziskus und Antonius stammen aus der Mitte des 18. Jahrhunderts, das Vortragekreuz aus dem späten 18. Jahrhundert. Der Schrank mit neuerer Bemalung aus dem 18. Jahrhundert.